# Rubí (TV-serie)
Rubí är en mexikansk såpopera (från åren 2004), med Bárbara Mori, Eduardo Santamarina, Jacqueline Bracamontes, Sebastián Rulli och Ana Martín i huvudrollerna.

## Rollista (i urval)
- Bárbara Mori som Rubí Pérez Ochoa de Ferrer
- Eduardo Santamarina som Alejandro Cárdenas Ruiz
- Jacqueline Bracamontes som Maribel de la Fuente
- Sebastián Rulli som Héctor Ferrer Garza
- Ana Martín som Doña Refugio Ochoa Viuda de Pérez